# Вукич, Александар
Александар Вукич (серб. Александар Вукић, англ. Aleksandar Vukić; род. 6 апреля 1996, Сидней) — австралийский профессиональный теннисист; финалист одного турнира ATP 250 (Открытый чемпионат Атланты-2023) и победитель двух турниров ATP Challenger в одиночном разряде.

## Общая информация
Александар Вукич родился 6 апреля 1996 года в Сиднее, в Австрали, и имеет сербское и черногорское происхождение.
Его родители и старший брат покинули Черногорию во время распада Югославии в начале 1990-х годов и поселились в Сиднее до рождения Вукича.
Вукич начал играть в теннис в возрасте 6 лет, а затем с 2015 по 2018 год учился в США — в Иллинойсском университете, где он играл в теннисной команде «Иллинойс Файтинг Иллини», и стал трехкратным чемпионом Америки по теннису.

## Спортивная карьера

### 2024
В начале июля 2024 года участвовал на Уимблдонском турнире, где во втором круге проиграл испанцу Карлосу Алькарасу со счётом 6-7, 2-6, 2-6.
В конце августа 2024 года участвовал на Открытом чемпионате США, где в первом круге проиграл своему соотечественнику Максу Пёрселлу со счётом 5-7, 4-6, 3-6.

## Рейтинг на конец года
| Год  | Одиночный рейтинг | Парный рейтинг |
| 2023 | 62                | 473            |
| 2022 | 132               | 832            |
| 2021 | 156               | 490            |
| 2020 | 196               | 870            |
| 2019 | 275               | 792            |
| 2018 | 458               | 946            |
| 2017 | 481               | 1168           |
| 2016 | 787               | 1453           |
| 2015 | 717               | 1291           |
| 2014 | 1321              | 1213           |